# Ghetto di Siedlce
Il Ghetto di Siedlce (Siedlce, Polonia) è stato uno dei più ampi tra i ghetti nazisti della seconda guerra mondiale nei territori conquistati della Polonia occidentale. Istituito nel giugno 1941, servì come luogo di raccolta per oltre 17.000 ebrei residenti nella città e nei villaggi della regione. La gran maggioranza dei suoi abitanti furono deportati e uccisi al campo di sterminio di Treblinka nell'agosto 1942. Gli ultimi sopravvissuti furono massacrati nel novembre 1942.

## Storia
Siedlce era sin dal XVI secolo uno dei luoghi storici della presenza ebraica in Polonia. Alla vigilia della seconda guerra mondiale, circa il 50% dei suoi 30.000 abitanti erano ebrei.
Le truppe di invasione tedesche giunsero a Siedlce il 10 ottobre 1939. Le persecuzioni e le intimidazioni contro la popolazione ebbero inizio immediato, con arresti, devastazioni, confische di beni e richieste di denaro.
A fine novembre 1939 le autorità tedesche richiesero alla comunità ebraica la formazione di un Consiglio (Judenrat) di 25 persone con compiti di autogoverno. A presiederlo fu posto Icchak Nachum Weintraub.

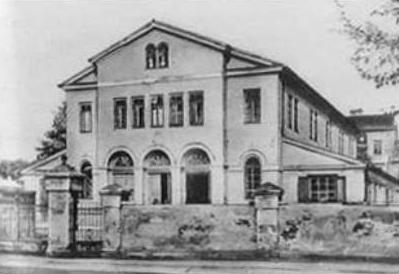
La grande sinagoga di Siedlce incendiata dai nazisti il 24 dicembre 1939

La notte del 24-25 dicembre 1939 fu dato fuoco alla grande sinagoga di Siedlce, uccidendo tra le fiamme quei rifugiati ebrei che vi erano ospitati. Nell'aprile 1940, la popolazione ebraica fu censita e agli uomini tra i 16 e i 60 anni furono assegnati turno di lavoro coatto. Circa 1.500 ebrei ogni giorno dovevano presentarsi al lavoro.
Nel corso del 1940 giunsero a Siedlce circa 1.000 ebrei provenienti da Lodz, Kalisz e Pabianice (città ora incorporate nel Terzo Reich). Il numero di ebrei in città nel dicembre 1940 era adesso di circa 13.000 e a tutti fu imposto di portare la stella di David e tasse e contributi sempre più esosi.
La situazione divenne sempre più difficile. Le conversioni al cattolicesimo di "non-ariani" furono vietate il 23 gennaio 1941 con un decreto che il vescovo della città fu costretto a ratificare il 21 febbraio 1941. Nel marzo 1941 furono compiute una serie di azioni intimidatorie, nel corso delle quali molti ebrei furono uccisi, in modo da preparare il terreno per la costituzione del ghetto.
Il 2 agosto 1941 i nazisti stabilirono il ghetto a Siedlce. Agli abitanti non ebrei fu dato tempo fino alla sera del 6 agosto per lasciare le loro abitazioni e tra il 7 e il 20 agosto i loro appartamenti furono riempiti con quegli ebrei che abitavano in altri quartieri di Siedlce. Dal primo ottobre i confini del ghetto furono sigillati con una recinzione di filo spinato e agli abitanti fu proibito di abbandonarlo sotto pena di morte. Nel novembre 1941 furono deportati a Siedlce anche ebrei abitanti nelle città vicine, come Czuryły, Domanice, Kreślin, Niwiski e Skórzec.
Le condizioni di vita nel ghetto erano durissime. Gli edifici erano affollati ben oltre il limite: di media c'erano circa 15 persone in una stanza. La maggior parte degli edifici non aveva alcun sistema fognario. La mancanza di cibo era un altro problema grave.
Gli abitanti del ghetto furono costretti al lavoro coatto in varie fabbriche e cantieri della regione, in un clima di crescente intimidazione e di esecuzioni sommarie. Alla fine del 1941 e all'inizio del 1942 ci fu un'epidemia di tifo nel ghetto e molte persone ne morirono. Nel gennaio 1942 fu imposto il pagamento di un'altra ingente somma di denaro.
Nel marzo 1942 gli abitanti del ghetto ammontavano ufficialmente a 12.417. Tra il 23 maggio e il 15 giugno 1942, gruppi di rom (almeno 326) furono rinchiusi nel ghetto.
Nel luglio 1942, il governatore del distretto di Varsavia Ludwig Fischer, durante una visita a Siedlce, incontrò i rappresentanti del consiglio ebraico davanti alle porte del ghetto, esprimendo la propria soddisfazione per il contributo che i lavoratori ebrei stavano dando allo sforzo bellico tedesco. Ciò fu avvertito come un segno di speranza dalla popolazione del ghetto. In realtà, si trattava solo di una breve tregua prima dell'esecuzione della già decisa soluzione finale.
Il 20 agosto 1942 gli abitanti del ghetto ebbero un macabro presagio di quanto si stava preparando anche per loro. Ad un gruppo di lavoratori del ghetto fu richiesto per ripulire una carrozza ferroviaria appena giunta alla stazione. Al suo interno vi era un centinaio di cadaveri di uomini, donne e bambini. Ufficialmente si trattava di un gruppo di prigionieri in trasferimento da una prigione all'altra. In realtà, facevano parte di un trasporto di ebrei provenienti dal ghetto di Random per il campo di sterminio di Treblinka, ma durante il viaggio la carrozza aveva preso fuoco e tutti i passeggeri erano morti soffocati dal fumo. Furono sepolti nel cimitero ebraico.

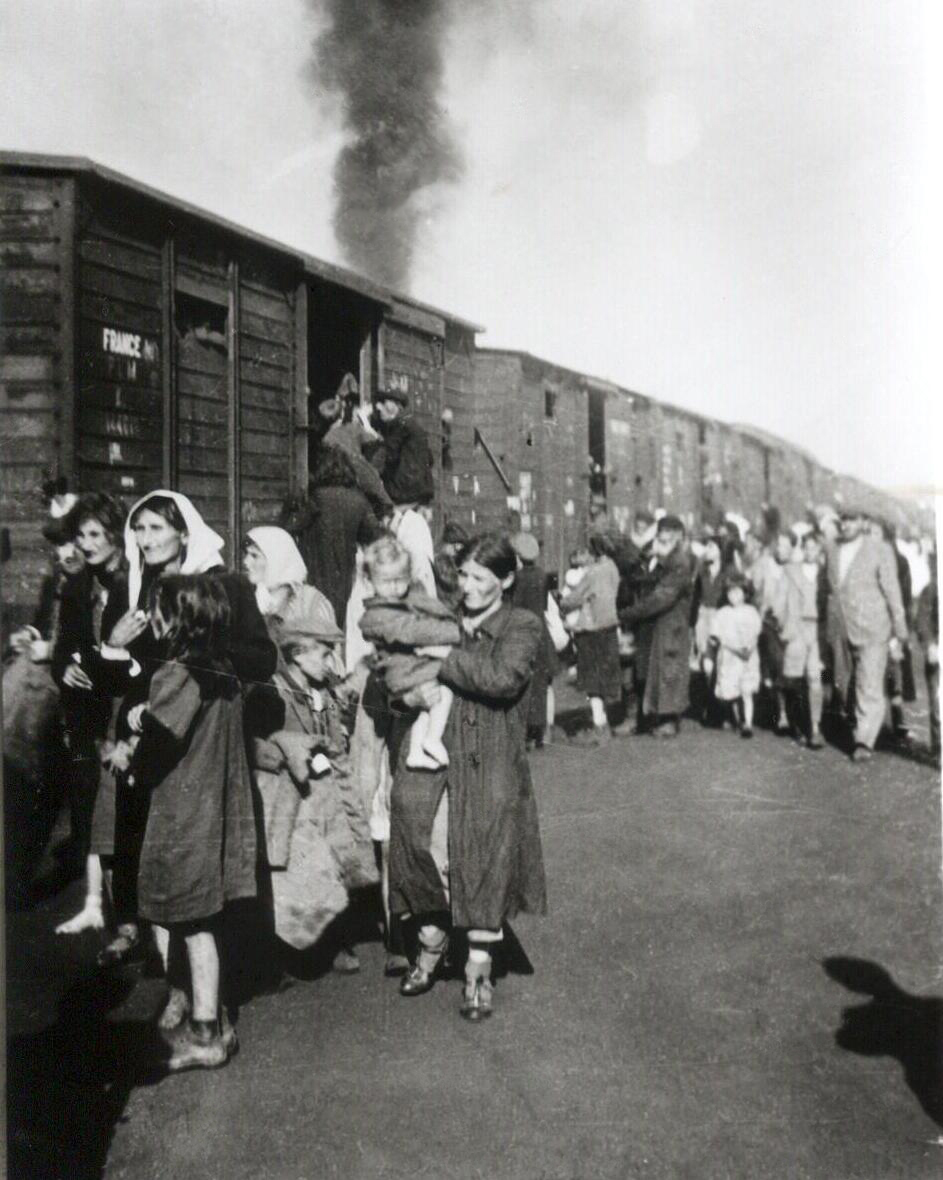
Deportazione degli ebrei di Siedlce nell'agosto 1942

Lo sterminio della comunità ebraica a Siedlce avvenne solo pochi giorni dopo questo episodio. Al mattino del sabato 22 agosto 1942 il ghetto fu circondato dalle truppe tedesche, supportate da soldati della milizia ucraina di Trawniki e dalla polizia polacca. Lo stesso giorno 9.300 ebrei da Mordy, Losice, and Sarnaki arrivarono a Siedlce. Agli ebrei fu ordinato di radunarsi nel più antico cimitero ebraico, dove dovettero rimanere seduti sotto il sole senza cibo o acqua fino al giorno successivo. Di tanto in tanto le guardie tedesche sparavano colpi sulla folla a chi si fosse alzato in piedi. Nel pomeriggio i tedeschi ordinarono a tutti gli uomini dai 15 ai 40 anni di farsi avanti e tra di essi selezionarono un gruppo di 500 persone da destinarsi al lavoro coatto. Allo stesso tempo, procedettero alla perquisizione di tutti gli edifici del ghetto. Molti di coloro che furono trovati nascosti furono immediatamente giustiziati sul posto o portati nel cimitero ebraico in via Szkolna per essere lì fucilati. La mattina dopo, domenica 23 agosto 1942, circa 10.000 persone, tra quelle riunite nell'antico cimitero, furono condotte alla stazione ferroviaria e fatte salire su carri bestiami con destinazione il campo di sterminio di Treblinka. Continuavano intanto i rastrellamenti all'interno del ghetto. Lunedì 24 agosto i tedeschi uccisero tutto il personale e tutti i pazienti dell'ospedale ebraico in via Maja (circa 100 persone). La sera un altro gruppo di 5000-6000 ebrei fu caricato nei vagoni ferroviari e inviato alle camere a gas di Treblinka. I rastrellamenti nell'area del ghetto continuarono ancora per qualche giorno con l'uccisione sul luogo di quanti vi venissero scoperti.
Il 27 agosto le autorità annunciarono la conclusione delle operazioni. Il ghetto fu ridotto ad una area di piccole dimensioni dove furono sistemante quelle 500 persone che il 22 agosto 1942 erano state selezionate per il lavoro coatto e le circa 1500 persone che in qualche modo erano sfuggite ai rastrellamenti, inclusi una dozzina di bambini. Il cosiddetto "piccolo ghetto" col tempo crebbe con l'arrivo di altri ebrei e rom dai villaggi limitrofi, fino a raggiungere un totale di 3.000 abitanti. Fu anche creato un altro Judenrat, presieduto da Hersz Ajzenberg. Era comunque solo questione di tempo perché anche la loro sorte fosse segnata. Dieci giorni dopo che la notizia della liquidazione del ghetto di Seidlce era stata comunicata il 15 novembre 1942 dalla resistenza agli Alleati e al governo polacco di esilio, il 25 novembre anche tutta la popolazione del piccolo ghetto fu evacuata col pretesto di fermare un'epidemia di tifo e trasferita a Gesi Borki. Il 28 novembre 1942 diverse migliaia di persone furono caricate sui vagoni bestiami con destinazione Treblinka. Scoppiò una rivolta e per placarla tutti i componenti del trasporto furono uccisi. Arrivarono cadaveri a Treblinka.
A quanti erano riusciti a fuggire durante il trasferimento a Gesi Borki, trovando rifugio nella foresta, si continuò a dare la caccia per tutto l'inverno 1942-43 (le autorità naziste dichiarano di aver catturati e uccisi 150 di essi nel corso del gennaio 1943). Nei campi di lavoro attorno a Siedlce rimasero circa 400 lavoratori ebrei che verranno massacrati il 14 aprile 1943.
Con l'avvicinarsi delle truppe sovietiche, nel 1944, i tedeschi cercarono di coprire ogni traccia dei loro crimini. Con il lavoro di un gruppo di 40 lavoratori ebrei provenienti dal Ghetto di Białystok, i corpi degli ebrei che erano stati uccisi e sepolti a Siedlce furono dissotterrati e cremati.
Alla liberazione nell'ottobre 1944, della comunità ebraica di Siedlce non restavano che pochi sopravvissuti (non più di 200 persone nell'intera regione).

## La memoria
Dopo la fine della seconda guerra mondiale, un semplice cippo commemorativo fu collocato nell'attuale via Berka Joselewicza a Siedlce. Porta la scritta in polacco e yiddish: "Luogo reso sacro dal sangue di 17.000 ebrei vittime del genocidio nazista".
Una delle primissime testimonianze sul ghetto di Siedlce è offerta nel libro dell'allora corrispondente in Polonia del Corriere della Sera Alceo Valcini, Il calvario di Varsavia. Pubblicato in Italia nel 1945, il volume contiene la foto di "una colonna di donne ebree che ritornano al ghetto di Siedlce dopo una giornata di lavoro".
Nel 1956 le testimonianze dei pochi sopravvissuti furono raccolte in Israele da Wolf Yesni nel volume "Memorial to the Siedlce Communiry - 14 Years Since its Destruction" (in Yiddish).
Nel 1971, uno dei sopravvissuti, Yisrael Kravitz, pubblicò le sue memorie, in Five Years of Living Hell under Nazi Rule in the City of Siedlce (in ebraico).